# Tipula conspicillata
Tipula conspicillata är en tvåvingeart som beskrevs av Alexander 1945. Tipula conspicillata ingår i släktet Tipula och familjen storharkrankar. Inga underarter finns listade i Catalogue of Life.